# Paumgartner (famiglia patrizia)
La famiglia Paumgartner fu una famiglia nobile del patriziato di Norimberga e di Augusta. Sedette nel consiglio cittadino di Norimberga dal XIV secolo al 1726 e di quello di Augusta dal 1506 al 1806.

## Storia

### Linea di Norimberga

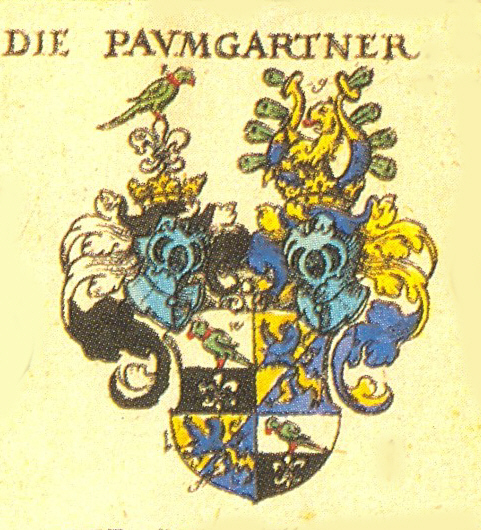
Stemma della linea dei Paumgartner di Norimberga

Come molte famiglie patrizie di Norimberga, la casata dei Paumgartner proveniva dalla zona di Lauingen im Schwaben. Heinrich Paumgartner venne menzionato per la prima volta come residente a Norimberga nel 1255. Come altre famiglie patrizie della città, essi erano coinvolti nell'ambito del commercio a lunga distanza: a Venezia, possedevano un loro ufficio presso il Fondaco dei Tedeschi già dalla fine del XIV secolo con una loro società commerciale, la Pumgartner-Arzt-Gossembrot. Questa società commerciale terminò nel 1450 e i singoli partner fondarono delle proprie attività singole. A Norimberga, sotto la direzione di Konrad Paumgartner il Vecchio, venne costituita un'azienda di famiglia che venne guidata da lui e dai suoi figli, Konrad il Giovane e Anton I. Nel 1465 questa compagnia familiare si concluse con il fallimento da parte di Anton Paumgartner che nel frattempo era rimasto l'unico proprietario dell'impresa.

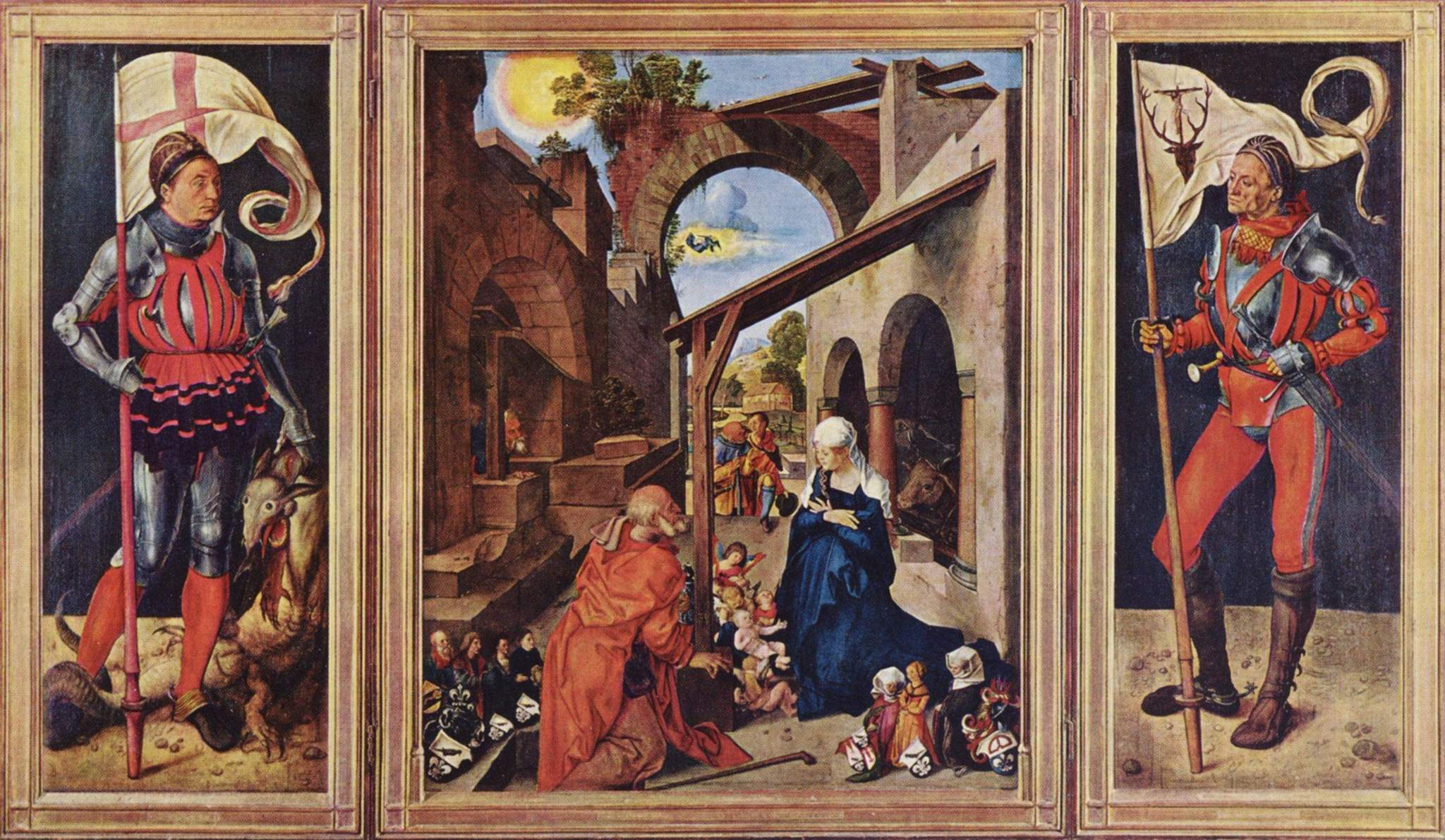
Altare Paumgartner di Albrecht Dürer, 1496-1504.

Il rappresentante più importante della famiglia di Norimberga fu Hieronymus Paumgartner il Vecchio (1498-1565). Rappresentò Norimberga alla dieta di Spira del 1529 ed a quella di Augusta del 1530, nonché nella revisione della costituzione della Lega di Smalcalda del 1536. Seppur giovane consigliere cittadino, egli si distinse tra i campioni della riforma protestante a Norimberga.
Nel 1672, la casata ereditò il castello di Grünsberg dalla famiglia Haller e da quel momento in poi assunse il cognome di Paumgartner von Holnstein und Grünsberg. La famiglia si estinse nel 1726. Questo ramo della casata commissionò ad Albrecht Dürer nel 1496-1504 il cosiddetto Altare Paumgartner per la chiesa di Santa Caterina a Norimberga, oggi conservato presso la Alte Pinakothek di Monaco di Baviera.

### Linea di Augusta

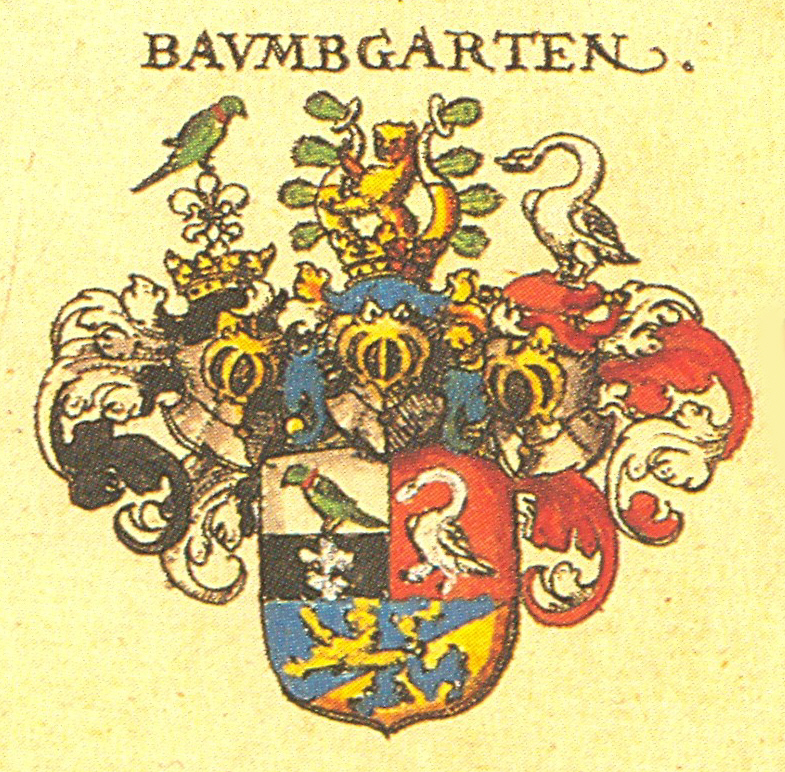
Stemma dei Paumgartner di Augusta

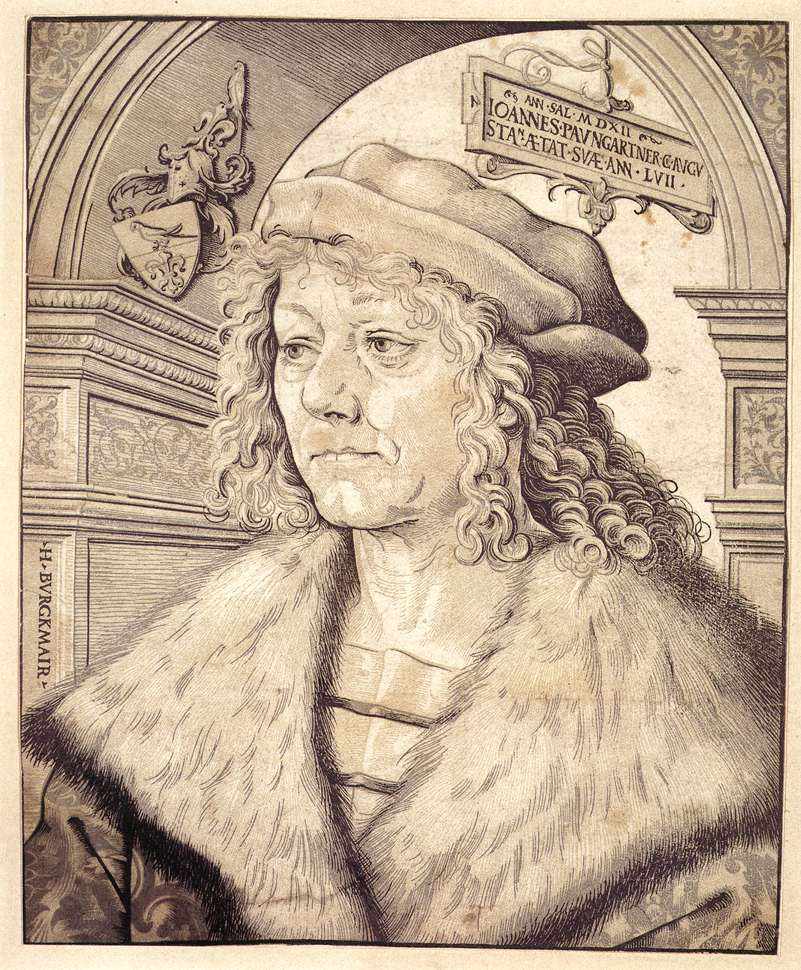
Hans I Paumgartner, 1512

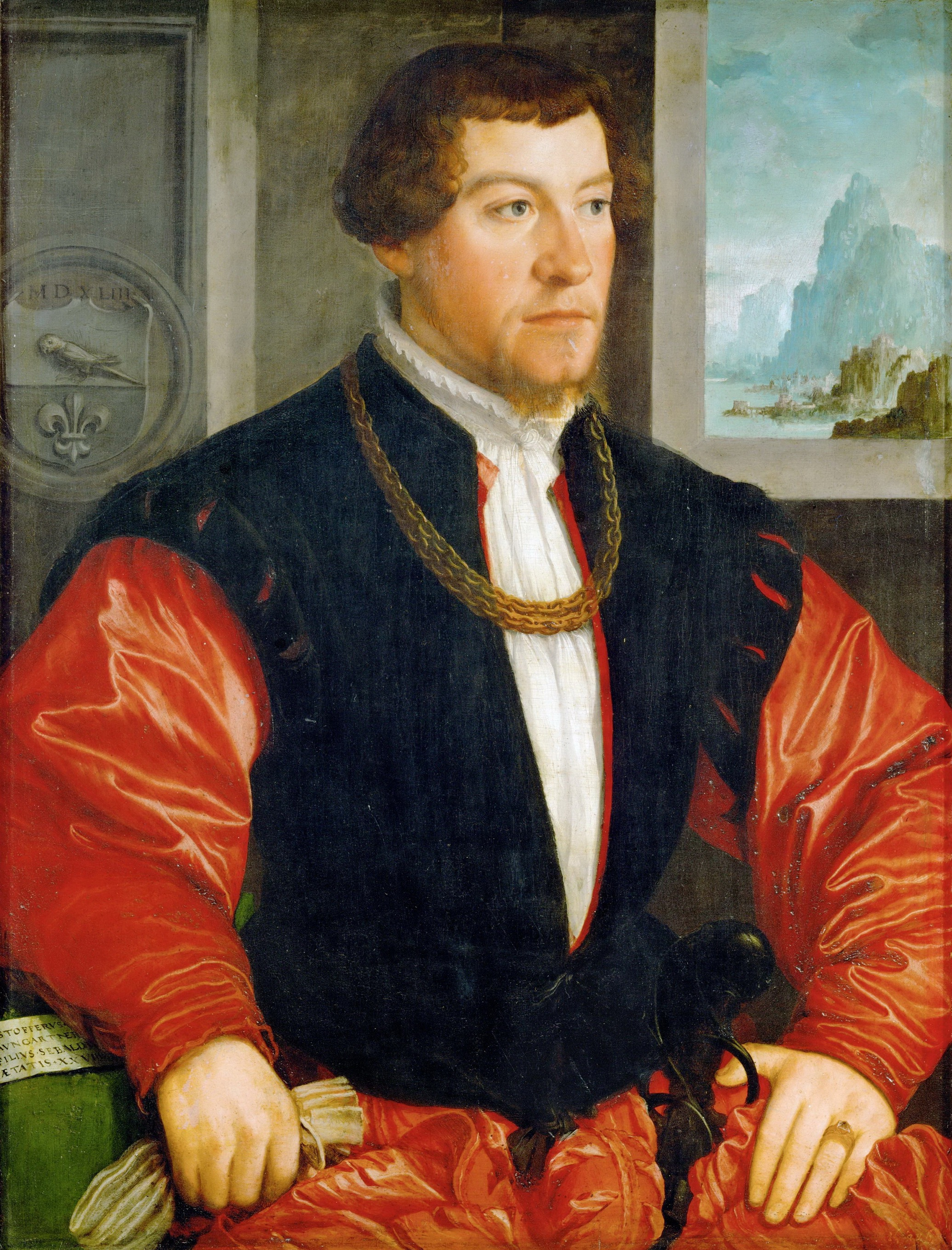
Ritratto di Christoph Paumgartner il Giovane († 1586), 1543

Dopo il fallimento dell'impresa dei Paumgartner di Norimberga nel 1465 e la fuga di Anton Paumgartner da Norimberga, questi si spostò ad Augusta, dove la sua famiglia continuò con nuove attività.
Il figlio di Anton, Hans I (1455, Norimberga - 1527, Augusta), sposò Felicitas Rehlinger di Augusta e nel 1485 fondò in quest'ultima città una nuova linea della sua casata. Anch'essi come i cugini di Norimberga si impegnarono nel mondo del commercio, ma espansero i loro interessi anche alle transazioni monetarie, in particolare con gli Asburgo, fatto che fruttò loro notevoli ricchezze. Hans I prese parte nel 1498, insieme ai Fugger ed ai Gossembrot al primo consorzio di mercanti tedeschi per il commercio del rame e nel 1505 con i Welser al primo viaggio in India di Balthasar Sprengers. La famiglia divenne membro della corporazione dei mercanti di Augusta, entrando nel consiglio cittadino dal 1502. Ebbe legami importanti con famiglie benestanti come i Fugger o i Walser.
Dopo la morte di Hans I, il figlio Hans II (1488, Augusta - 1549, Schwabmünchen) assunse la gestione dell'azienda di famiglia. Dopo un apprendistato come commerciante svolto in Italia, Francia e Inghilterra, sposò Regina Fugger nel 1512, l'unica figlia del noto commerciante Georg Fugger († 1506) e nipote di Jakob Fugger il Ricco († 1525). Sotto la sua guida, l'importanza della casata commerciale dei Paumgartner (detti ad Augusta anche Baumgartner) si intensificò ulteriormente, sia grazie alle importanti concessioni agli Asburgo, sia per l'inizio dell'interesse dell'attività estrattiva in Tirolo. Hans II divenne membro del consiglio cittadino dal 1520 al 1536 e nel 1535 ottenne il dominio del feudo di Schwangau dall'imperatore Ferdinando I. Acquisì anche il castello di Schwanstein (all'epoca in rovina, oggi noto come castello di Hohenschwangau). Dal 1538 al 1547, fece rinnovare ed espandere la struttura in stile rinascimentale italiano con l'apporto del capomastro napoletano Lucio de Spari. Hans II venne elevato al rango baronale dall'imperatore Carlo V nel 1537, assumendo quindi il titolo di Paumgartner von Hohenschwangau zum Schwanstein ed ottenendo il permesso di apporre un cigno nel proprio stemma di casata. Nel 1538 la famiglia venne ufficialmente ammessa a far parte del patriziato di Augusta. Secondo lo storico Georg Sigmund Adelmann von Adelmannsfelden, Hans II Paumgarnter era il secondo uomo più ricco dell'intera Germania dell'epoca dopo Anton Fugger. Egli mantenne anche forti contatti con umanisti dell'epoca, ed in particolare con Erasmo da Rotterdam.
Dopo la sua morte nel 1549, i figli Hans Georg e David rilevarono l'eredità ed assunsero la direzione dell'azienda di famiglia. David Baumgartner (1517, Augusta - 1567, Gotha), prestò servizio come sindaco di Augusta nel 1548/1549, nel 1549 divenne consigliere imperiale, nel 1550/51 sedette nel consiglio segreto della città imperiale di Augusta. La sua continua attività al servizio dell'imperatore, lo spinse a rinunciare nel 1552 alla cittadinanza di Augusta.
Il trasferimento delle quote minerarie tirolesi ai Herwarth von Bittenfeld nel 1553 portò ad un declino della ricchezza di Paumgartner che fallirono nel 1562 a causa del crollo della casa commerciale Herbrot, di cui uno dei cui principali creditori era David Baumgartner. Unitosi all'avventuriero Wilhelm von Grumbach nel 1563, ne condivise la sorte venendo decapitato nella piazza del mercato di Gotha nel 1567. David Baumgartner lasciò la moglie e 10 figli; suo fratello Hans Georg (1515-1570) venne rinchiuso nella torre della colpa di Augusta sino alla sua morte nel 1570. I suoi discendenti lasciarono la città, impoveriti e in gran parte persero i loro beni paterni.
Sebald Paumgartner († 1520), decise di lasciare la città di Augusta e di tornare a Norimberga, fondandovi un nuovo ramo collaterale della casata. Questi era figlio di Michael, fratello minore di Anton Paumgartner (progenitore della linea principale di Augusta), il quale era emigrato ad Augusta dopo il fallimento dell'impresa di Norimberga nel 1465. Il cugino, Sebald Hans Paumgartner I (1455-1527), riuscì a sposare nel 1494 la ricca ereditiera Augusta Balthasar Wolf, il cui intero patrimonio passò alla casata dei Paumgartner. Egli acquistò i feudi di Hausen e Oggenhof, mantenendo un'amicizia personale con gli umanisti Johannes Cuspinian e Willibald Pirckheimer.
Suo figlio Christoph Paumgartner il Giovane († 1586) si fece ritrarre dall'incisore Christoph Amberger nel 1543, opera che oggi si trova al Kunsthistorisches Museum di Vienna. Sposò Sibylla Imhoff e dopo la morte di questa si maritò con Sabina Rehlinger.
La sorella di Christoph, Anna († 1575), sposò Sigmund Langenmantel vom Sparren († 1545), giudice distrettuale e assistente ducale a Kelheim.

## Membri notabili

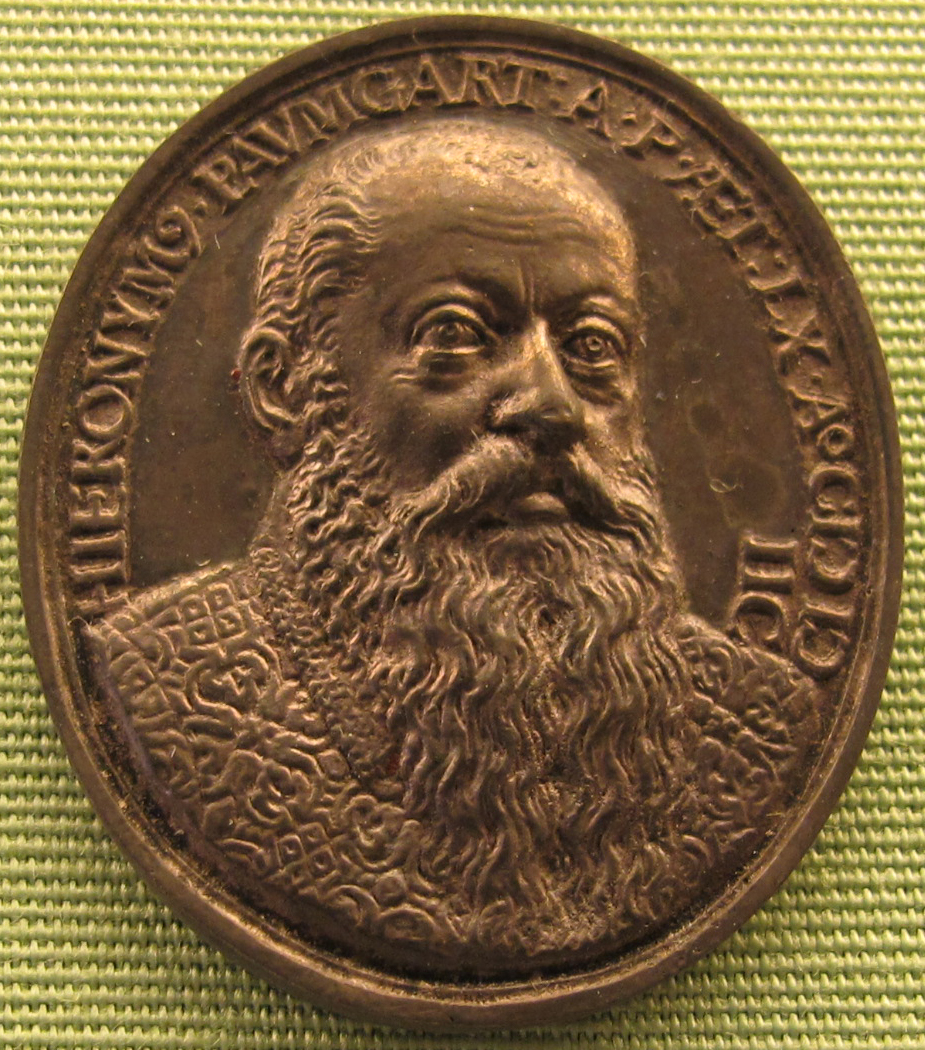
Hieronymus Paumgartner il Vecchio (1498–1565), borgomastro di Norimberga

- Konrad Paumgartner (1380–1464), primo consigliere della famiglia a Norimberga
- Hieronymus il Vecchio (1498-1565), confidente di Filippo Melantone e Martin Lutero, dal 1533 sindaco di Norimberga.
- Hans II Paumgartner (1488-1549), patrizio di Augusta e consigliere imperiale. Nel 1535 acquistò il castello di Schwanstein, lo fece ricostruire nel 1538-1547 trasformandolo nell'attuale castello di Hohenschwangau. Venne quindi elevato dall'imperatore Carlo V al rango di barone nel 1537.